# Озджан, Салих
Сали́х Озджа́н (тур. и нем. Salih Özcan; род. 11 января 1998, Кёльн) — турецкий и немецкий футболист, полузащитник дортмундской «Боруссии» и сборной Турции. Участник чемпионата Европы 2024.

## Клубная карьера
Родился в Кёльне и всю юношескую футбольную жизнь провёл в этом городе. Тренировался в школе Вест Кёльн, откуда в девять лет перешёл в академию главного одноимённого клуба города. Окончил её в 2016 году, стал выступать за вторую команду. Дебютировал за неё 31 января 2016 года в поединке против «Рот-Вайсс» из города Эссен. Всего в дебютном чемпионате принимал участие в 16 встречах.
Сезон 2016/17 начал вновь со второй командой, но тренировки проводил с основой. 21 сентября 2016 года дебютировал в Бундеслиге в поединке против «Шальке 04», выйдя на замену на 82-й минуте вместо Юа Осако.
1 июля 2022 года перешёл в дортмундскую «Боруссию».

## Карьера в сборной
Играл за юношеские сборные Германии всех возрастов. Серебряный призёр чемпионата Европы по футболу среди юношей до 17 лет. Провёл на турнире все шесть матчей. Участник чемпионата мира среди юношей, где провёл на турнире 4 встречи, вылетев вместе со сборной на стадии 1/8 от сверстников из Хорватии.
25 марта 2022 года Салих согласился выступать за сборную Турции. Дебютировал 29 марта в матче против сборной Италии.

## Достижения
Международные
- Серебряный призёр чемпионата Европы по футболу среди юношей до 17 лет (1): 2015